# ニコラウス・クザーヌス
ニコラウス・クザーヌス（Nicolaus Cusanus、1401年 - 1464年8月11日）は、中世ドイツの哲学者・神学者・数学者・枢機卿であり、博学者。

## 生涯
ドイツのモーゼル河畔の港町クースに裕福な船主の家庭に生まれる。幼い頃の記録は不明確であるが、父親に理解されず苦しんだようである。領主の援助を得てオランダに遊学、敬虔主義的な教育を受けたとされる。ハイデルベルク大学で自由学科を学び、翌年にはパドヴァ大学に移り、1423年教会法の博士号を取得。1425年再びドイツに戻ってからはケルン大学にて教会法を講じつつ、同時にハイメリクス・デ・カンポのもとで学び、偽ディオニシウス・アレオパギタ、アルベルトゥス・マグヌス、ライムンドゥス・ルルスらの思想に触れる。この頃から写本発見家としても人文学者に名を知られていく。
その後1430年司祭に叙階され、バーゼル公会議（フィレンツェ公会議）では公会議派の立場で活躍、高名を得るが、後に教皇派に理解を示すようになる。この様な姿勢に彼の柔軟性が垣間見えるが、当時としては誤解を生む行動でもあったようである。東西教会の和解のためにも奔走し、教皇使節としてコンスタンティノープルを訪問。またドイツを教皇代理として巡察し、強い抵抗に苦しめられつつも改革に取り組んだ。1448年に枢機卿、1450年ブリクセン大司教。最後は終生の友人である法王ピウス2世の十字軍構想に従い、病身を押してローマを出立するが、トスカネッリに看取られながら1464年トーディにて死去した。

## 思想
クザーヌスは「知ある無知」や「反対の一致」などという独創的な思想を唱えた。クザーヌスによれば神の本質は、あらゆる対立の統一=反対者の一致である。無限の中では極大と極小（神と被造物）が一致する。すべての被造物は神の映しであり、それぞれの独自な個性を持ちながらも、相互に調和している。中でも人間は自覚的に神を映し出す優れた存在であり、認識の最終段階においては神との合一が可能であるという。
彼の思索は中世の混沌のなかから近代的思考を準備したと高く評価されている。対立したものに調和をもたらそうという自身の思想の実現の為、東西教会、キリスト教とイスラム教やユダヤ教、公会議派と法王派など、つねにいろいろな立場に理解を示し行動を続けた。また、ジョルダーノ・ブルーノ、ヨハネス・ケプラー、ゴットフリート・ライプニッツ、カール・ヤスパースなど、著名な後世の哲学者にも多大な影響を与えた。日本でも生誕600年を期に注目が高まって研究が進んでおり、関連書籍の出版などが続いている。

## 主要著作
- De concordantia catholica
  - 普遍的和合について（カトリック的和合について）
- De docta ignorantia、1440年
  - 『知ある無知』岩崎允胤・大出哲訳、創文社、1966年。
  - 『学識ある無知について』山田桂三訳、平凡社ライブラリー、1994年11月。ISBN 4-582-76077-5。復刊2022年9月（電子書籍も刊）
- De filiatione dei、1445年
  - 「神の子であることについて」『隠れたる神』大出哲・坂本堯訳、創文社、1972年。ISBN 4-423-30117-2。
  - 「神の子であることについて」『キリスト教神秘主義著作集10　クザーヌス』坂本堯訳、教文館、2000年8月。ISBN 4-7642-3210-3。
- De dep abscondito、1445年
  - 「隠れたる神についての対話」『隠れたる神』大出哲・坂本堯訳、創文社、1972年。ISBN 4-423-30117-2。
- De quaerendo Deum、1445年
  - 「神の探求について」『隠れたる神』大出哲・坂本堯訳、創文社、1972年。ISBN 4-423-30117-2。
- De dato patris luminum、1445年
  - 『光の父の贈りもの』大出哲・高岡尚訳、国文社〈アウロラ叢書〉、1993年10月。ISBN 4-7720-0385-1。
- De Genesi、1446年
  - 「創造についての対話」酒井紀幸訳 上智大学中世思想研究所編訳・監修 編『中世思想原典集成17　中世末期の神秘思想』平凡社、1992年2月。ISBN 4-582-73427-8。
- Idiota de sapientia、1450年
  - 「知恵に関する無学者考」小山宙丸訳 上智大学中世思想研究所編訳・監修 編『中世思想原典集成17　中世末期の神秘思想』平凡社、1992年2月。ISBN 4-582-73427-8。
- De pace fidei、1453年
  - 「信仰の平和」八巻和彦訳 上智大学中世思想研究所編訳・監修 編『中世思想原典集成17　中世末期の神秘思想』平凡社、1992年2月。ISBN 4-582-73427-8。
- De visione dei、1453年
  - 『神を観ることについて　他二篇』八巻和彦訳、岩波書店〈岩波文庫〉、2001年7月。ISBN 4-00-338231-5。他二篇は「オリヴェト山修道院での説教」、「ニコラウスへの書簡」。
  - 「神を観ることについて」『隠れたる神』大出哲・坂本堯訳、創文社、1972年。ISBN 4-423-30117-2。
- Trialogus de possest、1460年
  - 『可能現実存在』大出哲・八巻和彦訳、国文社〈アウロラ叢書〉、1987年6月。ISBN 4-7720-0111-5。
- Directio speculantis、seu De non aliud、1462年
  - 「観察者の指針、すなわち非他なるものについて」松山康国訳 『非他なるもの』創文社〈ドイツ神秘主義叢書 7〉、1992年1月。ISBN 4-423-39603-3。
- Complementum theologicum、1463年
  - 『神学綱要』大出哲・野澤建彦訳、国文社〈アウロラ叢書〉、2002年11月。ISBN 4-7720-0497-1。
- De venatione sapientiae、1463年
  - 「知恵の狩猟について」 『隠れたる神』大出哲・坂本堯訳、創文社、1972年。ISBN 4-423-30117-2。
- De apice theoriae、1463年
  - 「観想の極地について」 『隠れたる神』大出哲・坂本堯訳、創文社、1972年。ISBN 4-423-30117-2。
  - 「テオリアの最高段階について」佐藤直子訳 上智大学中世思想研究所編訳・監修 編『中世思想原典集成17　中世末期の神秘思想』平凡社、1992年2月。ISBN 4-582-73427-8。

### 日本語研究書
- エーリヒ・モイテン『ニコラウス・クザーヌス―1401～1464 その生涯の素描』酒井修訳、法律文化社、1974年1月。ASIN B000J9AU52
- 坂本尭『クザーヌス　宇宙精神の先駆』春秋社、1986年7月。ISBN 978-4393322024。
- 薗田坦『〈無限〉の思惟　ニコラウス・クザーヌス研究』創文社、1987年5月。ASIN B09SH4PJM1。 NCID BN0124706X。
- 薗田坦『クザーヌスと近世哲学』創文社、2003年9月。ISBN 978-4-423-17138-7。
- 日本クザーヌス学会 編『クザーヌス研究序説』国文社、1986年2月。ISBN 978-4772000611。 NCID BN00331251。OCLC 674635149。
- 坂本尭『ニコラウス・クザーヌス』三修社、1991年6月。ISBN 978-4-384-19901-7
- 八巻和彦『クザーヌスの世界像』創文社、2001年2月。ISBN 978-4-423-17131-8。
- 八巻和彦・矢内義顕 編『境界に立つクザーヌス』知泉書館、2002年8月。ISBN 978-4-901654-04-3。
- 渡邉守道『ニコラウス・クザーヌス』聖学院大学出版会、2000年9月。ISBN 978-4-915832-34-5。
- クルト・フラッシュ（英語版）『ニコラウス・クザーヌスとその時代』 矢内義顕訳、知泉書館、2014年8月。ISBN 978-4-86285-193-2
- 八巻和彦『クザーヌス 生きている中世　開かれた世界と閉じた世界』ぷねうま舎、2017年4月。ISBN 978-4-90679-168-2
- 八巻和彦『クザーヌスの思索のプリズム　中世末期の現実を超克する試み』知泉書館、2019年11月。ISBN 978-4-86285-304-2